# Sardis (Ellis County, Texas)
Sardis ist ein Dorf und eine Unorganized Community im Ellis County im Bundesstaat Texas in den Vereinigten Staaten. Die Einwohnerzahl der Siedlung wird nicht offiziell erfasst, 2010 lebten dort knapp 60 Einwohner. Postalisch gehört Sardis zur Stadt Midlothian.

## Lage
Sardis liegt unmittelbar nordwestlich von Waxahachie an der U.S. Route 287, deren Frontage Route dort beginnt und endet. Umliegende Ortschaften und Städte sind Ovilla und Oak Leaf im Norden, Waxahachie im Südosten, Boz-Bethel im Süden, Maypearl im Südwesten, Mountain Peak im Westen und Midlothian im Nordwesten. Sardis liegt am Fluss Waxahachie Creek.

## Geschichte
Der erste Siedler auf dem Gebiet von Sardis war Allen Roe, der 1855 in die Region kam. Im November 1886 erhielt der Ort ein Postamt und den Namen Hurley Station, zwei Jahre später wurde die Siedlung in Saralvo umbenannt. 1891 gab es in Saralvo mehrere Geschäfte, darunter eine Egreniermaschine und eine Schmiede, und drei Kirchen. Gegen Ende des 19. Jahrhunderts erreichte die Bahnstrecke der Gulf, Colorado and Santa Fe Railway den Ort. 1904 hatte der Saralvo 152 Einwohner. Im Jahr 1907 wurde das Postamt in Saralvo geschlossen und der Ort in Sardis umbenannt. Seit den 1930er-Jahren kam es in Sardis zu einem starken Bevölkerungsrückgang, zwischen 1933 und 1947 fiel die Einwohnerzahl von 150 auf nur noch etwa 30. 1970 gab es in Sardis ein Lebensmittelgeschäft, eine Tankstelle und die methodistische Kirche. Im Jahr 2000 hatte Sardis nur noch etwa 20 Einwohner, innerhalb der nächsten zehn Jahre verdreifachte sich die Einwohnerzahl auf nunmehr 60. In den letzten Jahren entstand in Sardis südlich des Waxahachie Creek eine Neubausiedlung.